# Vincenzo Cartari

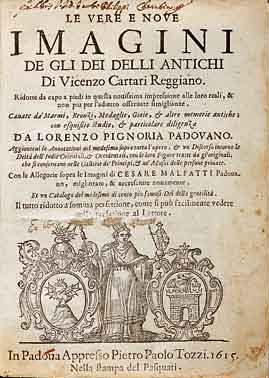
Titelblatt von Le vere e nove imagini, 1615

Vincenzo Cartari (* 1531 ? in Reggio nell’Emilia; † 1569) ist ein italienischer Mythograph und Diplomat der Renaissance.
Cartari war Jean Seznec zufolge wohl ein Protegé der Herzöge von Ferrara. In seinem Werk Imagini colla sposizione degli dei degli antichi („Bilder mit Darstellung der Götter der Alten“) von 1556 nennt er als eine seiner Quellen Lilio Gregorio Giraldis Werk De deis gentium varia et multiplex historia, das im Jahr 1548 veröffentlicht worden war. Trotz des Erfolgs dieses Vorgängers wurde Cartaris Werk aufgrund seiner lebendigen Holzschnittdarstellungen der antiken Götter, die von einem gewissen Bolognino Zaltieri stammen sollen, ebenfalls populär. Es legt den Schwerpunkt auf die Ikonographie der Götter und erklärt ihre Kleidung, ihre Haltungen und Attribute. Giovanni Paolo Lomazzo sollte dieses Werk seinerseits verwenden. Der Antiquar und Philologe Lorenzo Pignoria fügte dem Werk in den Auflagen ab 1615 Anmerkungen und Ergänzungen hinzu und bemerkenswerterweise einen zweiten Teil mit Bildern der Götter der Indianer (Seconda Parte delle Imagini de gli Dei Indiani), eine kurze Reihe von Bildern mexikanischer und japanischer Gottheiten. Joachim von Sandrart nimmt in seiner Teutschen Academie Bezug auf Cartaris Werk, das er im Jahr 1680 in einer Übersetzung herausgibt, die überraschenderweise mit neuen Illustrationen versehen ist.

## Werke
- Imagini colla sposizione degli dei degli antichi, Venedig 1556, 3. Aufl. 1571 (mit Illustrationen); 
  - ab 1615 mit Anmerkungen und Seconda Parte delle Imagini de gli Dei Indiani von Lorenzo Pignoria;
  - Nachdruck der Ausgabe von 1647 durch Editrice Luna, Mailand 2004;
  - Zeitgenössische Übersetzung ins Deutsche: Joachim von Sandrart, Iconologia deorum, oder Abbildung der Götter, welche von den Alten verehret worden, Nürnberg: Christian Siegmund Froberger 1680;
  - Kritische Ausgabe von G. Auzzas u. a., 1996